# Ефимовский, Андрей Михайлович
Граф (1742) Андрей Михайлович Ефимовский  (1717—1767) — русский военный и придворный деятель; камергер (1744), гофмаршал (1746), генерал-аншеф (1762).
Племянник императрицы Екатерины I, двоюродный брат императрицы Елизаветы Петровны
.

## Биография
Родился в 1717 году в семье литовца Михаэля Иоахима (в православии Михаила Ефимовича) и Анны Самуиловны Скавронской, родной сестры императрицы Екатерины I, его брат — генерал-поручик, граф И. М. Ефимовский (1715—1748).
С 16 декабря 1732 года по 14 апреля 1740 года воспитывался в Сухопутном шляхетском корпусе в 1737 году — капрал. В 1740 году был выпущен прапорщиком в армию — адъютантом в Нарвский пехотной полк. С 1741 года участник Русско-шведской войны, за отличие в 1742 году произведён в поручики и капитаны.
25 апреля 1742 года пожалован в графский титул. В 1743 году произведён в капитаны-поручики Измайловского лейб-гвардии полка. В 1744 году пожалован камергером, в 1747 году гофмаршалом Императорского двора.
5 сентября 1748 года был награждён орденом Святого Александра Невского. В 1757 году произведён в генерал-поручики, в 1762 году в генерал-аншефы.

## Семья
- Жена: Мария Павловна урождённая графиня Ягужинская (1732—1755), дочь генерал-прокурора графа П. И. Ягужинского[7]

Дети:
- Павел
- Пётр (1755—1826) — жена Анна Михайловна урождённая княжна Долгорукова(1765—1798), дочь князя М. И. Долгорукова и баронессы Анны Николаевны Строгановой
- Наталья (род. ок.1760). Замужем за внуком Александра Бековича-Черкассого — Николаем Александровичем Бекович-Черкасским (1750—1798).